# Nazca (província)
Nasca é uma província do Peru localizada na região de Ica. Sua capital é a cidade de Nasca.
Em Nasca está localizada a planície desértica com linhas e geóglifos.

## Distritos da província
- Changuillo
- El Ingenio
- Marcona
- Nasca
- Vista Alegre